# María Teresa León Goyri

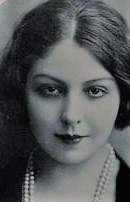
María Teresa León, 1930

María Teresa León Goyri (* 31. Oktober 1903 in Logroño; † 13. Dezember 1988 in Madrid) war eine spanische Schriftstellerin, Verlegerin, Theaterdirektorin und Mitglied der Autorengruppe Generación del 27.

## Leben
María Teresa wurde als Tochter von Ángel León, Oberst der spanischen Armee, und seiner Ehefrau Oliva Goyri de la Llera 1903 in Logroño geboren. Sie verbrachte ihre Kindheit in Madrid, Barcelona und Burgos und studierte an der Institución Libre de Enseñanza der Universidad de Madrid Literatur und Philosophie.
Im Jahre 1920 heiratete sie ihren ersten Ehemann Gonzalo de Sebastián Alfaro. Mit ihm hatte sie zwei Söhne, Gonzalo (* 1921) in Barcelona und Enrique (* 1925) in Burgos.
Danach veröffentlichte sie zahlreiche Bücher, Drehbücher, Theateraufführungen und Übersetzungen in mehreren Sprachen. Zusammen mit Rafael Alberti, Rosa Chacel, Timoteo Pérez Rubio,  Arturo Serrano Plaja  und vielen weiteren freiwilligen Männern und Frauen der Region war sie federführend bei der Rettung unzähliger Bilder, Kunstschätze und mehr als 40.000 Büchern von unschätzbarem literarischem Wert für die spanische Geschichte und verhinderte somit deren Verlust durch den Spanischen Bürgerkrieg, der im Juli 1936 begann.
María Teresa León war einer der führenden Verfechter des republikanischen politischen Theaters. 1933 gründete sie die Zeitschrift Revista Octubre und schrieb auch Artikel im Periódico Heraldo de Madrid. Während des Bürgerkrieges war sie Vizepräsidentin des Zentralrats Consejo Central del Teatro, Direktorin am Teatro de la Zarzuela und Mitglied der Allianz der antifaschistischen Intellektuellen. Nachdem 1939 im Spanischen Bürgerkrieg die republikanischen Kräfte unterlagen, ging sie zusammen mit Rafael Alberti nach Argentinien ins Exil und war dort weiter aus Autorin tätig. Am 27. April 1977 kam sie wieder ins demokratische Spanien zurück. Kurz vor ihrem Tode schrieb sie noch das Theaterstück La libertad en el tejado, das erst nach ihrem Tode 1989 uraufgeführt wurde.

## Werke (Auswahl)
Theaterstücke
- Huelga en el puerto, 1933,
- Misericordia
- La tragedia optimista, 1937
- La libertad en el tejado, 1989

Romane
- Contra viento y marea,  AIAPE, Buenos Aires, 1941
- El gran amor de Gustavo Adolfo Bécquer, Losada S.A., Editorial, Buenos Aires, 1946,
- Don Rodrigo Díaz de Vivar, el Cid campeador, Peuser, Buenos Aires, 1954
- Juego limpio, Goyanarte, Buenos Aires, 1959
- Doña Jimena Díaz de Vivar, gran señora de todos, Losada S.A., Editorial, Buenos Aires, 1960
- Menesteos, marinero de abril, Era, México, 1965
- Cervantes. El soldado que nos enseñó a hablar, Altalena, Madrid, 1978

wissenschaftliche Essays
- Crónica General de la Guerra Civil, Alianza de Intelectuales Antifranquistas, Madrid, 1939
- La historia tiene la palabra, Patronato Hispano-Argentino de Cultura, Buenos Aires, 1944

## Drehbücher
- El gran amor de Bécquer, 1946
- La dama duende, 1945, zusammen mit Rafael Alberti
- Los ojos más lindos del mundo, 1943

## Posthum
Der Círculo de Bellas Artes (Gesellschaft der Schönen Künste) widmete María Teresa León Goyri anlässlich ihres 15. Todestages im Jahre 2003 eine Sonderausstellung in den Räumen der historischen Kulturinstitution in Madrid.